# Mister Misery
Mister Misery ist eine schwedische Modern-Metal-Band.

## Bandgeschichte
Mister Misery wurde 2018 in Stockholm, Schweden von Harley Vendetta (Gesang, Gitarre), Alex Nine (Gitarre), Mac Dalmanner (Schlagzeug) und Eddie Crow (Bass) gegründet. Die beiden letzteren wurden erst später durch Rizzy (Schlagzeug) und Alex Alister (Bass) ersetzt, wobei Alex Alister die Band im Januar 2025 wieder verließ. Der Musikstil wird als „Horror Metal“ bezeichnet. Die Band nimmt ihre Einflüsse aus dem „Shock Rock“ der 1970er Jahre und diversen Horrorfilmen. Ihr Musikstil ist an den Nu Metal angelehnt und vermischt Rock, Gothic, Punk und Metal.
2019 erschien ihr erstes Album Unalive über Arising Empire. Das zweite Album A Brighter Side of Death folgte am 23. April 2021 ebenfalls über Arising Empire.
2024 folgte das dritte, selbstbetitelte Album, mit dem die Band erstmals in die deutschen Charts einstieg. Es ist gleichzeitig das erste Album für das deutsche Musiklabel AFM Records.

## Diskografie

### Alben
- 2019: Unalive (Arising Empire)
- 2021: The Brighter Side of Death (Arising Empire)
- 2024: Mister Misery (AFM Records)

### Singles
- 2020: Strangeland
- 2020: The Blood Waltz
- 2020: Ballad of the Headless Horseman
- 2021: Devil in Me
- 2021: Mister Hyde
- 2021: Strangeland II – The Return
- 2022: Welcome Insanity
- 2023: In Forever (Orchester Version)
- 2023: Root of All Evil
- 2023: Boogeyman Boogie
- 2024: Hand of Death
- 2024: Survival of the Sickest
- 2024: Erszsébet (The Countess)
- 2024: Eye of the Storm
- 2024: The Doomsday Clock
- 2025: Ready Aim Fire
- 2025: Into oblivion